# Bodó Béla (atléta)
Bodó Béla (Vámospércs, 1959. január 19. –) magyar, válogatott gátfutó.

## Életrajzi adatok
Általános iskolai tanulmányait Vámospércsen (4 év) és Debrecenben (4 év) végezte. Középiskolai tanulmányai után (KLTE gyakorló), programozó matematikusi diplomát szerzett Debrecenben a Kossuth egyetemen. Egy testvére van (Bodó Zsolt). 1973-ban kezdett atletizálni, mint sprinter, de hamarosan 110 m-es gátfutó lett. Közismerten nagyon jó technikával futott (vette a gátakat). Gyakran szerepelt a 4x100 m-es váltókban is. 1976 és 1986 között az egyik meghatározó alakja volt Debrecen atlétikájának. Az első magyar gátfutó, aki (elektronikus méréssel) 14.00s alatt teljesítette a távot. 1977-ben három korosztályos válogatottban szerepelt (Ifi, Utánpótlás, Felnőtt). Fia, Bodó Levente 100 m-es síkfutásban ért el szép eredményeket.

## Klubjai, edzői
Debreceni Sportiskola, DMTE, DMVSC. Sportpályafutása alatt több edzővel dolgozott együtt: Vojta Lászlóval, Kövesdi Istvánnal, Giczei Csabával.

## Egyéni csúcsok
- 1979 Magyar csúcs Budapest, 13.97s
- 1983 Magyar csúcs Budapest, 13.68s

## Elért eredményei
- Pályafutása során összesen negyven alkalommal volt Magyar válogatott.
- Ifjúsági Barátság Verseny 1976 (Zielona Góra), 110 m gát: helyezetlen
- Ifjúsági Barátság Verseny 1977 (Szófia), 110 m gát: 3.
- Ifjúsági Európa-bajnokság 1977 (Donyeck), 110 m gát: helyezetlen
- Fedettpályás Európa-bajnokság 1979 (Bécs), 60 m gát: helyezetlen
- Fedettpályás Európa-bajnokság 1983 (Budapest), 60 m gát: helyezetlen
- Világbajnokság 1983 (Helsinki), 110 m gát: helyezetlen